# Pallhäst

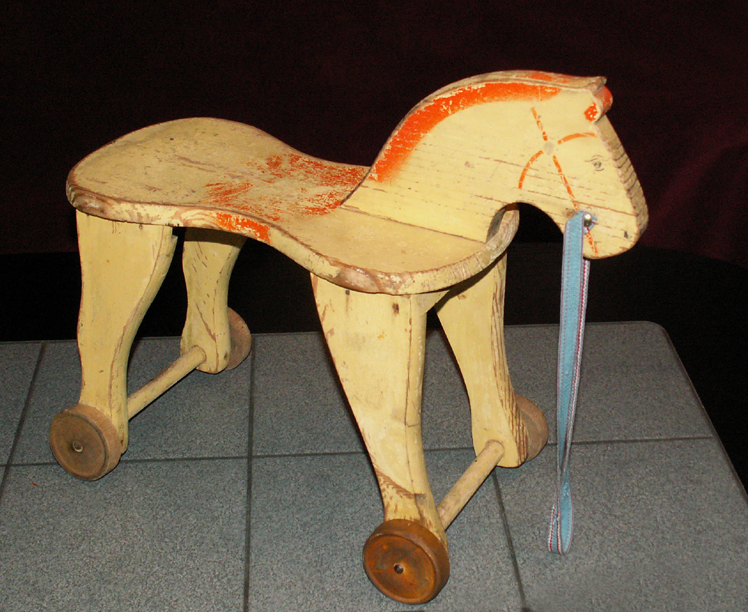
Pallhäst av trä 1940-tal

Pallhäst är en träleksak som är utformad som en häst med huvud och fyra ben och en kropp i form av en platt "sittyta" vilken kan liknas vid en palls övre yta. Dess höjd är 35–40 centimeter och oftast försedd med hjul som möjliggör att barnen med sparkar kan rulla/"rida" framåt.